# Andor Izsák

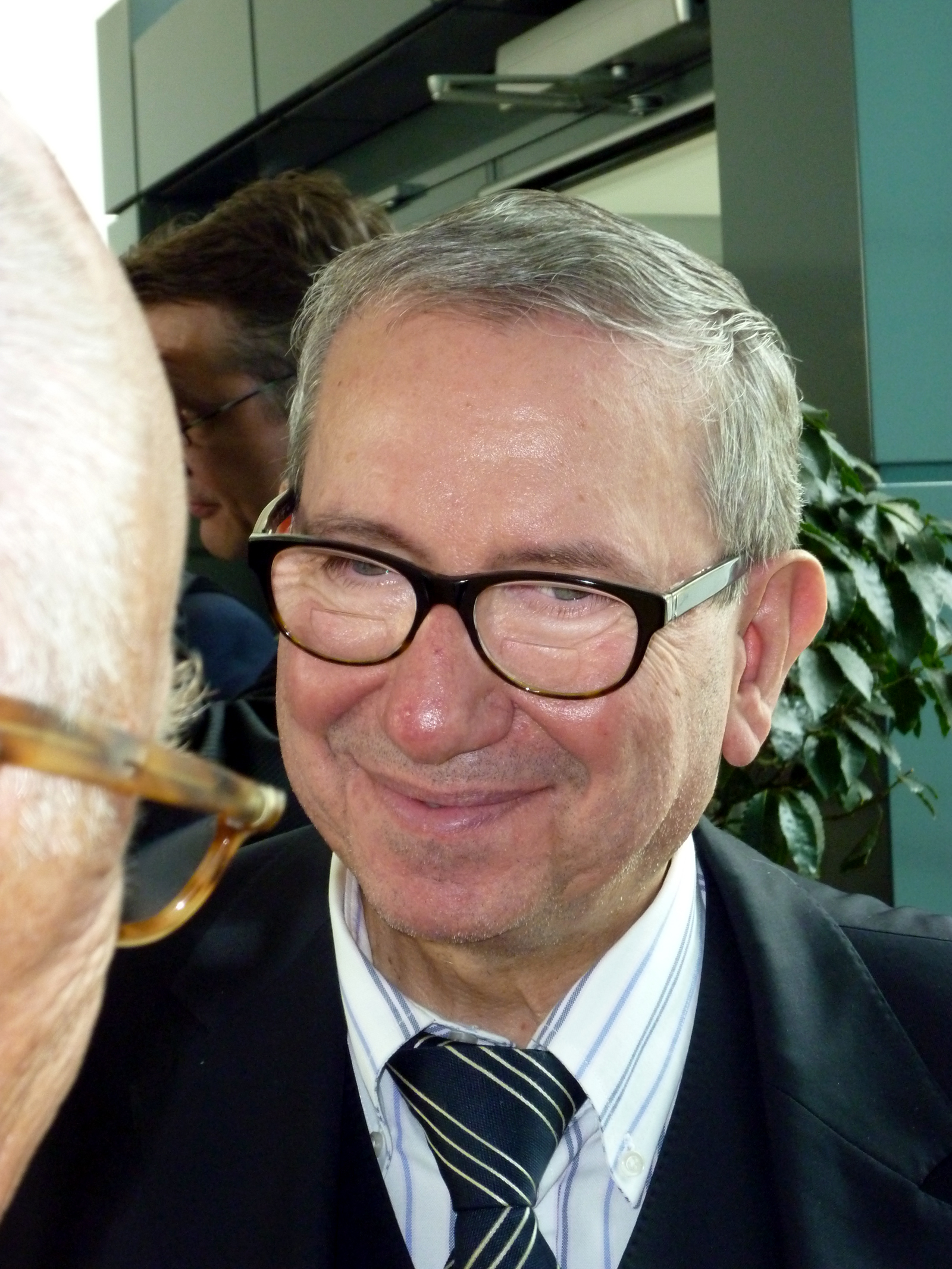
Andor Izsák im Gespräch mit dem Bruder von Salomon Finkelstein

Andor Izsák (* 6. Juli 1944 in Budapest) ist ein ungarischer Organist, Musikwissenschaftler und Dirigent.

## Leben und Wirken

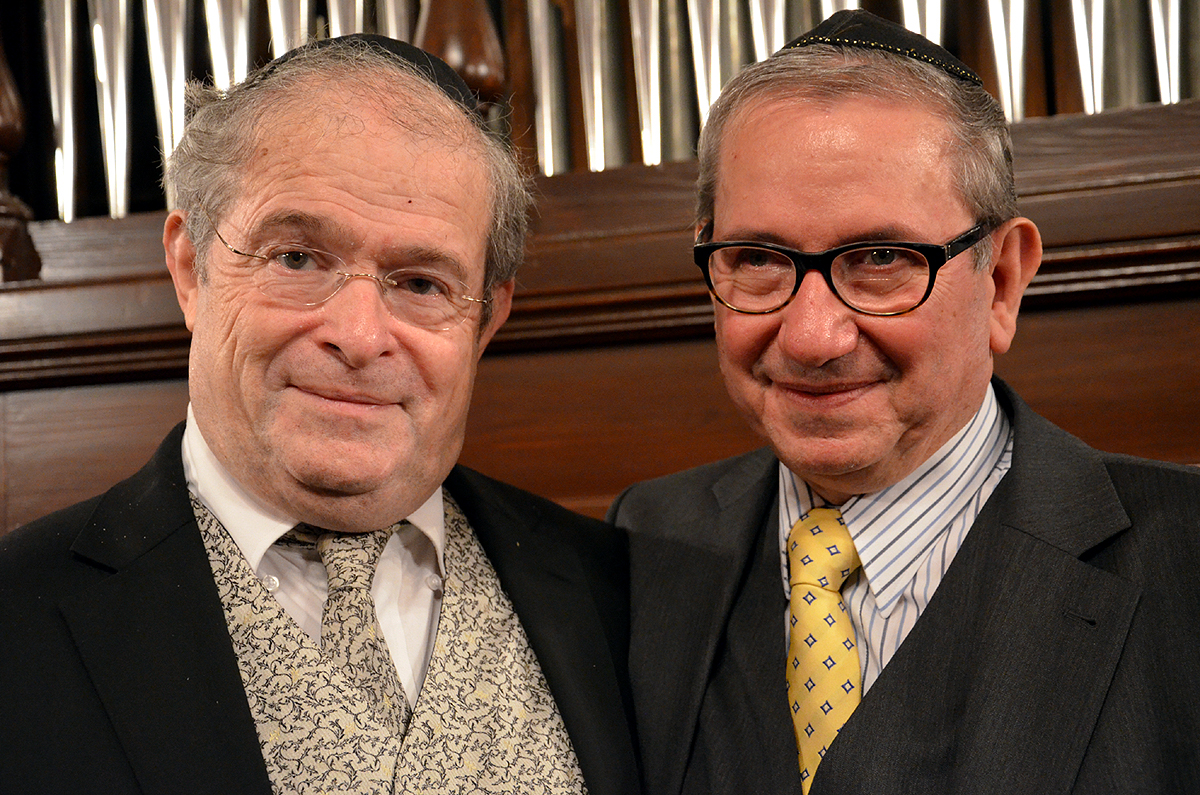
Andor Izsák (rechts) mit Elli Jaffe, dem Generalmusikdirektor der Großen Synagoge in Jerusalem, hier 2013 vor der Orgel im großen Saal der Villa Seligmann

Andor Izsák wurde als Sohn streng orthodoxer Juden im Budapester Ghetto geboren. Seine musikalische Hochbegabung wurde früh entdeckt. Er fand in seiner von Unglücken und Diskriminierungen belasteten Kindheit Trost in der Musik. im Alter von 13 Jahren kam er mit der Orgel in der Synagoge in Berührung, er studierte als Schüler am Konservatorium. Noch während der Studienzeit wurde er Organist in der großen Budapester Dohány-Synagoge, wo er das Orgelspiel von einem Mönch gelernt hatte. 
Mit dem Kantor Marcel Lorand gründete er 1962 den Lewandowski-Chor und führte erstmals nach dem Holocaust wieder synagogale Chormusik auf. Er war über Jahre Dozent am Béla-Bartók-Konservatorium und an der Fodor-Musikschule, arbeitete als Chor- und Operndirigent und war Gründer des ungarischen Zweiges des Music Information Center (MIC), über das er internationale Kontakte knüpfte. Er lernte dort seine spätere Ehefrau Erika Lux kennen, eine Pianistin, die bis 2013 mit ihm als Professorin an der Hochschule für Musik und Theater Hannover wirkte. 
Er siedelte 1988 nach Deutschland über und war in Augsburg an der Gründung des Europäischen Zentrums für jüdische Musik (EZJM) beteiligt. Nach einer Phase in München ging er nach Hannover. Das EZJM wurde 1992 als Institut der Hochschule für Musik und Theater Hannover angegliedert, wo Izsák den Studiengang „Synagogale Musik“ einführte und den Synagogalchor Hannover gründete. Er wurde hier 2003 auf die Professur für Synagogale Musik berufen.
Zentrum seines Wirkens sind die Wiederentdeckung und Wiederbelebung der im Nationalsozialismus zerstörten und verschollenen synagogalen Musik, die Orgelmusik in der Synagoge, die Wiederbelebung der Werke jüdischer Komponisten in alten Traditionen, z. B. der Chorwerke von Louis Lewandowski. Izsák versteht sich als ein Botschafter der jüdischen Sakralmusik in Deutschland und ganz Europa. Er ist Herausgeber einer Schriftenreihe des EZJM, konzertiert international, hält Fachvorträge und wirbt im öffentlichen Raum für seine Mission. Im Jahre 2010 erinnert Iszák durch verschiedene Konzerte zusammen mit seinem Synagogalchor an die Aufstellung der ersten Orgel in einer Synagoge vor 200 Jahren in der Synagoge in Seesen durch den Reformer Israel Jacobson.

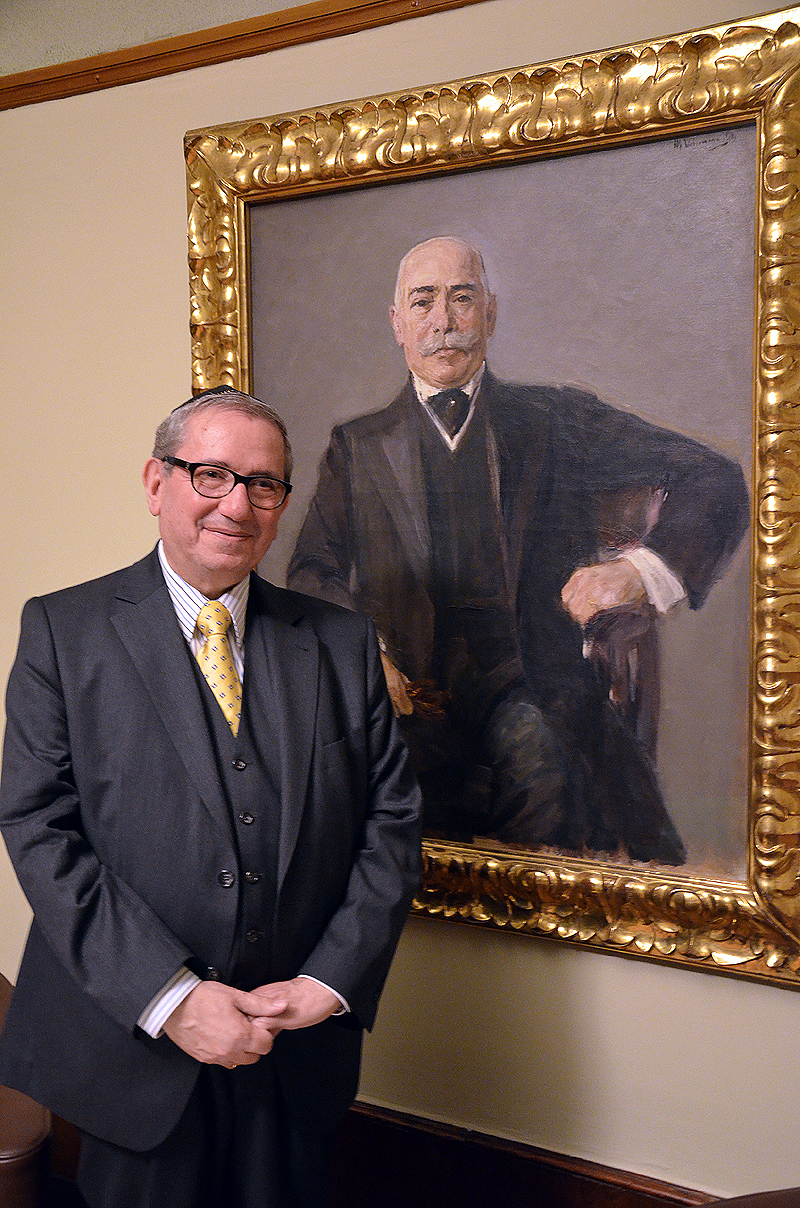
1910 durch Max Liebermann gemaltes Porträt Siegmund Seligmanns, hier präsentiert durch Andor Izsák in der Villa Seligmann

Als Präsident der Siegmund-Seligmann-Stiftung war er am Erwerb der Privatvilla von Siegmund Seligmann in Hannover für das EZJM im Jahr 2008 beteiligt. Die Seligmann-Villa wurde am 17. Januar 2012 vom damaligen Bundespräsidenten Christian Wulff und den Spitzen der Landes- und Kommunalpolitik eingeweiht. Hier findet die synagogale Musik, die inzwischen von zahlreichen prominenten Chören aufgeführt wird, eine dauerhafte Heimat.
Nach rund zwei Jahrzehnten als Direktor des EZJM ging Andor Izsák zum 1. Oktober 2012 offiziell in den Ruhestand. Bis heute realisiert Izsák, der dann zum Ehrenpräsidenten der Siegmund-Seligmann-Stiftung ernannt wurde, weitere Konzertveranstaltungen. Der Dirigent und „Orgel-Jäger“ gibt sein Wissen durch Vorträge, Führungen und Bücher weiter.

## Auszeichnungen und Ehrungen
- 2002: Großes Verdienstkreuz des Niedersächsischen Verdienstordens
- 2007: Ehrenpreis der ökumenischen Stiftung Bibel und Kultur, verliehen durch die Deutsche Bibelgesellschaft
- 2016: Verleihung der Stadtplakette Hannover durch Oberbürgermeister Stefan Schostok im Neuen Rathaus von Hannover, als Würdigung des ehrenamtlichen Engagements von Andor Izsák.[3]
- 2021: Bundesverdienstkreuz 1. Klasse
- 2024: Ritterkreuz des Ungarischen Verdienstordens[4]

## Veröffentlichungen
- (Hrsg.): Louis Lewandowski: 18 liturgische Psalmen für Soli, 4stg. gemischten Chor und Orgel. Breitkopf & Härtel, 1995.
- (Hrsg.): “Niemand wollte mich hören …” Magrepha – Die Orgel in der Synagoge. Forum des Niedersächsischen Landesmuseums Hannover November 1999–April 2000.
- (Hrsg.): Geschichte und Vision. 100 Jahre Villa Seligmann. Hrsg. von der Siegmund Seligmann Stiftung. gutenberg beuys, Hannover 2006
- (Hrsg.): Israel Alter – Scrapbook. 1. Auflage des Faksimiles mit Texten in deutschen, englisch und hebräisch. Georg Olms Verlag, Hildesheim 2013, ISBN 978-3-487-15073-4.
- EZJM: CD-Reihe Die Stimme der Synagoge, Vol. (Selbstverlag)
- Schriftenreihe des EZJM, (Selbstverlag) Vol. I–VIII.

## Fernsehen (Auswahl)
- ARTE würdigte seine Arbeit am 12. September 2011 mit dem Bericht „Die Musik der Synagogen“.
- Am 10. November 2018 zeigte die Fernsehsendung Hallo Niedersachsen einen Bericht über ihn.[5]